# 馬利夫
49°16′58″N 25°40′6″E / 49.28278°N 25.66833°E
馬利夫（烏克蘭語：Малів），是烏克蘭的村落，位於該國西部捷爾諾波爾州，由捷尔诺波尔区負責管轄，始建於1576年，面積73平方公里，海拔高度330米，2001年人口354，人口密度每平方公里4,849.3人。